# Quản lý tài nguyên thiên nhiên
Quản lý tài nguyên thiên nhiên là việc quản lý các nguồn lực tự nhiên như đất,nước, thực vật, động vật và tập trung chủ yếu về các tác động đến chất lượng cuộc sống cho cả thế hệ hiện tại và tương lai. Quản lý tài nguyên thiên nhiên đưa ra các kế hoạch, các phương hướng chiến lược cụ thể, các biện pháp quy hoạch và cùng với đó là các chế tài phù hợp, nghiêm khắc nhằm giúp cho công việc khai thác và sử dụng và tái tạo tài nguyên thiên nhiên một cách hợp lý, đúng đắn để mang lại lợi ích tối ưu cho đất nước và toàn cầu, song song đó phải hạn chế tối đa mức độ ô nhiễm tới môi trường trong việc sử dụng tài nguyên. Quản lý tài nguyên thiên nhiên còn tập trung đặc biệt vào sự hiểu biết các tài nguyên mang tính khoa học và kỹ thuật, sinh thái học và khả năng hỗ trợ sự sống của các tài nguyên đó.

## Lịch sử
Tài nguyên thiên nhiên là một dạng của cải đặc biệt, là những giá trị hữu ích của môi trường tự nhiên có thể thỏa mãn các nhu cầu khác nhau của con người bằng sự tham gia trực tiếp của chúng vào các quá trình kinh tế và đời sống nhân loại, bao gồm các dạng năng lượng vật chất, thông tin mà con người có thể sử dụng để phục vụ cho sự tồn tại và phát triển cuộc sống loài người. Có ba loại tài nguyên thiên nhiên: tài nguyên tái tạo, tài nguyên không tái tạo và tài nguyên vĩnh cửu.
Sự nhấn mạnh về mặt bền vững có thể lần theo các nỗ lực trước đó để hiểu thêm về sinh thái tự nhiên Bắc Mỹ vào cuối thế kỷ thứ 19 và các phong trào vận động bảo tồn cùng thời gian này. Vào năm 2005, chính phủ New South Wales thiết lập một Tiêu chuẩn của việc Quản lý Tài nguyên Thiên nhiên chất lượng, nhằm nâng cấp tính bền vững trong thực tế dựa trên mục tiêu quản lý thích ứng.
Ở Hoa Kỳ, các khu vực quản lý tài nguyên thiên nhiên là quản lý cuộc sống hoang dã thường có liên quan đến du lịch sinh thái và quản lý đồng cỏ. Ở Úc, chia sẻ nước như các lưu vực cũng là các lĩnh vực quản lý chính. Ở Việt Nam, việc quản lý tài nguyên khoáng sản, tài nguyên biển được chú trọng phát triển với mục tiêu năm 2050 Việt Nam là quốc gia khai thác, sử dụng tài nguyên hợp lý, hiệu quả và bền vững.

## Sự phát triển
Kể từ khi con người bắt đầu có những nhận thức về vấn đề môi trường trong giai đoạn diễn ra cách mạng công nghiệp thì quản lý môi trường đã có những bước phát triển vì ba điều cơ bản ban đầu sau:
- Chúng ta ở đây và môi trường cũng ở đây.
- Chúng ta tồn tại là nhờ môi trường xung quanh.
- Chúng ta phát triển là nhờ môi trường xung quanh

Ví dụ từ thời Roman con người đã biết xây dựng những guồng nước để vận chuyển nước từ nơi thấp đến nơi cao hay xây dựng những hệ thống thoát nước dưới thành phố ra ngoài để tránh bị ngập nước. Bắt đầu từ thế kỷ 20th Hoa Kỳ đã nghiên cứu cho ban hành những đạo luật cơ bản và dần hoàn thiện nó về sau này về các chính sách bảo vệ, sử dụng và quản lý tài nguyên thiên nhiên
- 1900 - Nghiên cứu về ô nhiêm không khí đầu tiên.
- 1902 - Tiêu chuẩn cơ bản về nước uống.
- 1925 - Mô hình nghiên cứu đầu tiên về ô nhiễm nước.
- 1970 - cho ra đời Ngày Trái Đất.
- 1970s - Ban hành bộ luật môi trường hiện đại.

## Hiện trạng
Hiện trạng tài nguyên thiên nhiên trên thế giới nói chung đang diễn ra theo chiều hướng tiêu cực.
Hiện trạng của tài nguyên rừng Tài nguyên rừng trên Trái đất ngày càng bị thu hẹp về diện tích và trữ lượng. Sốl iệu thống kê cho thấy, diện tích rừng của Trái đất thay đổi theo thời gian như sau: Đầu thế kỷ XX: 6 tỷ ha; năm 1958: 4,4 tỷ ha; năm 1973: 3,8 tỷ ha; năm 1995: 2,3 tỷ ha. Rừng trên Thế giới ngày càng bị tàn phá với tốc độ chóng mặt mặc dù đã có những biện pháp bảo vệ và cấm phá rừng. Theo nghiên cứu năm 1980, khoảng 15,2 triệu ha rừng nhiệt đới bị phá mỗi năm và có xu hướng ngày càng tăng. Theo FAO - Tổ chức nông nghiệp và lương thực Liên Hợp Quốc, diện tích rừng tiếp tục bịgiảm nhanh, đặc biệt là tại các nước đang phát triển. Từ 1985 - 1995, rừng bị mất khoảng 200 triệu ha.
Mặc dù việc trồng rừng và tái phát triển, mở rộng diện tích rừng ở các nước đang phát triển nhưng cũng chỉ bù đắp được khoảng 20 triệu ha. Như vậy, mỗi năm các nước này mấtkhoảng 12 triệu ha rừng. Ở các nước phát triển việc phá rừng rất ít nhưng sự suy thoái rừng đang ở mức rất báo động. Ở VN, năm 1943, có khoảng 14 triệu ha rừng, chiếm 43% DTTN, năm 1976 giảm xuống còn 11 triệu ha với tỷ lệ che phủ còn khoảng 34%, năm 1985 còn 9,3 triệu ha và tỷlệ che phủ là 30%, năm 1995 còn 8 triệu ha và tỷ lệ che phủ là 28%. Rừng nước ta ngày càng suy giảm cả về chất lượng và số lượng tỷ lệ che phủ thựcvật đang ở dưới ngưỡng cho phép về mặt sinh thái. Đặc biệt ở nước ta có 3/4 diện tích là đồi núi, khí hậu nhiệt đới gió mùa nên rừng có ý nghĩa quan trọng trong việc giữ cân bằng sinh thái, nhất là vùng đồi núi và vùng đầu nguồn.
Hiện trạng về tài nguyên nước: Trên thế giới trung bình mỗi ngày trên trái đất có khoảng 2 triệu tấn chất thải sinh hoạt đổ ra sông hồ và biển cả, 70% lượng chất thải công nghiệp không qua xử lý bị trực tiếp đổ vào các nguồn nước tại các quốc gia đang phát triển. Đây là thống kê của Viện Nước quốc tế (SIWI) được công bố tại Tuần lễ Nước thế giới (World Water Week) khai mạc tại Stockholm, thủ đô Thụy Điển ngày 5/9. Thực tế trên khiến nguồn nước dùng trong sinh hoạt của con người bị ô nhiễm nghiêm trọng. Một nửa số bệnh nhân nằm viện ở các nước đang phát triển là do không được tiếp cận những điều kiện vệ sinh phù hợp (vì thiếu nước) và các bệnh liên quan đến nước. Thiếu vệ sinh và thiếu nước sạch là nguyên nhân gây tử vong cho hơn 1,6 triệu trẻ em mỗi năm.Tổ chức Lương Nông LHQ (FAO) cảnh báo trong 15 năm tới sẽ có gần 2 tỷ người phải sống tại các khu vực khan hiếm nguồn nước và 2/3 cư dân trên hành tinh có thể bị thiếu nước.

## Công tác quản lý
Công tác quản lý tài nguyên nước: Nước là nguồn tài nguyên vô cùng quý giá mà thiên nhiên đã ban tặng cho con người. Vai trò của nước với sự sống trên trái đất là vô cùng quan trọng. Vấn đề đặt ra là chúng ta phải làm thế nào để bảo vệ, khai thác và sử dụng có hiệu quả nguồn tài nguyên nước.Hiện nay công tác quản lý tài nguyên quý giá này còn rất nhiều bất cập từ khai thác cho đến sử dụng. Cụ thể việc cấp phép khai thác một cách bừa bãi cùng với việc khai thác quá mức đã làm hạ thấm mực nước ngầm đáng kể. Kéo theo nước ngầm bị ô nhiễm. Trên thế giới thì nhiều quốc gia đang phải đối mặt với việc thiếu nước sạch để sử dụng do việc quản lý không tốt.
Công tác quản lý tài nguyên rừng: Những năm gần đây, tình trạng phá rừng xảy ra ngày một nhiều với các hành vi, thủ đoạn tinh vi làm nghèo tài nguyên rừng. Việc bảo vệ rừng khó khăn, cơ chế chính sách trong quản lý, khai thác còn nhiều bất cập. Nâng cao chất lượng rừng, ngăn chặn nạn phá rừng là việc làm cấp bách hiện nay.. Vấn đề đặt ra là chúng ta phải tăng cường công tác quản lý tốt hơn để bảo vệ nguồn tài nguyên này. Phải ngăn chặn các hoạt động phá rừng và khắc phục các sự cố đã xảy ra. Phải nâng mức xử phạt đối với các hành vi vi phạm làm ảnh hưởng xấu tới tài nguyên rừng. Trên thế giới Hội đồng liên hiệp quốc về phát triển bền vững, thống nhất đẩy mạnh trách nhiệm trong việc bảo tồn rừng giúp cho các nước đang phát triển quản lý rừng và khuyến khíchcác tư nhân hình thành những quy tắc hướng dẫn để khuyến khích quản lý rừng bền vững.

## Sở hữu và quản lý
Các tiếp cận quản lý tài nguyên thiên nhiên có thể phân loại theo dạng và quyền sở hữu của các bên tham gia vào việc quản lý tài nguyên:
- Tài sản nhà nước là các tài sản, tài nguyên thiên nhiên thuộc về nhà nước, quốc gia hoặc nhóm đại diện dược nhà nước cho phép khai thác quản lý như rừng quốc gia, cơ sở quân đội.
- Tài sản cá nhân thuộc về các cá nhân là các dạng tài sản cố định hoặc không cố định thuộc toàn quyền quyết định của một cá nhân hay tổ chức
- Tài sản chung là các tài nguyên thiên nhiên thuộc về công cộng như tài nguyên nguồn nước.
- Tài sản không có tính bất động sản
- Tài sản lai [10]

## Ở Việt Nam
Ở Việt Nam công tác Quản lý môi trường đã được quan tâm đến từ năm 1962, khi chúng ta thành lập Vườn Quốc gia Cúc Phương. Năm 1986, lần đầu tiên ở Việt Nam, với sự hợp tác của các chuyên gia Liên Hợp Quốc, Hội Quốc tế bảo vệ thiên nhiên (IUCN), các nhà khoa học Việt Nam đã soạn thảo "chiến lược quốc gia bảo vệ thiên nhiên". Bản chiến lược có ý nghĩa như là khởi đầu cho quá trình quản lý tài nguyên, môi trường ở Việt Nam. Và cũng vào năm 1986 chương trình quốc gia nghiên cứu về tài nguyên và môi trường với sự cộng tác của IUCN, đã đề xuất với Nhà nước CHXHCN Việt Nam một chiến lược quốc gia về bảo vệ môi trường. Trên cơ sở chiến lược này, trong các năm 1990 - 1991 một kế hoạch quốc gia về môi trường và phát triển bền vững đã được Hội đồng Bộ trưởng CHXHCN Việt Nam chấp nhận và chính thức ban hành ngày 12 - 06 - 1991.
Một sự kiện quan trọng đối với sự nghiệp bảo vệ môi trường, đó là tháng 12 năm 1993, Quốc hội Nước CHXHCN Việt Nam khoá IX kỳ họp thứ IV đã thông qua luật Bảo vệ Môi trường. Và ngày 18 tháng 10 năm 1973, Nghị định 175 CP đã ban hành để hướng dẫn thi hành luật bảo vệ môi trường. Về tổ chức bộ máy quản lý môi trường, năm 1992 Bộ Khoa học, Công nghệ và Môi trường được thành lập, mà tiền thân của nó là UBKHKT Nhà nước, với chức năng là quản lý Nhà nước về môi trường. Các sở Khoa học - Công nghiệp - Môi trường các địa phương sau đó được thành lập với chức năng là quản lý Nhà nước về môi trường ở địa phương.
Do yêu cầu nhiệm vụ của công tác quản lý nguồn tài nguyên thiên nhiên và bảo vệ môi trường phù hợp với xu thế phát triển của đất nước trong thời kỳ mới, tại kỳ họp thứ nhất, Quốc hội nước cộng hoà xã hội chủ nghĩa Việt nam khoá XI, ngày 05 tháng 8 năm 2002 đã quyết định thành lập Bộ tài nguyên và môi trường trên cơ sở 3 đơn vị chủ yếu hiện có gồm cục môi trường; tổng cục địa chính và tổng cục khí tượng thủy văn. Cho đến nay, ở Việt Nam đã hình thành hệ thống tổ chức Quản lý Nhà nước về Môi trường từ trung ương đến địa phương.
Đến năm 2013, ở Việt Nam có 15,4 triệu ha đất có rừng và 10,2 triệu ha đất sử dụng trong nông nghiệp (chiếm hơn 30% tổng diện tích đất tự nhiên), 2,95 triệu ha đất chưa sử dụng. Bình quân đất nông nghiệp tính theo đầu người là hơn 0,1 ha. Khả năng mở rộng đất nông nghiệp ở đồng bằng và miền núi là không nhiều. Về vấn đề suy thoái tài nguyên đất, tuy diện tích đất đồi trọc đã giảm mạnh nhưng diện tích đất bị suy thoái vẫn còn rất lớn. Ở đồng bằng đất bị nhiễm mặn, nhiễm phèn cao, ở đồi núi đất bị bạc màu trơ sỏi đá. Cả nước có khoảng 9,3 triệu ha đất bị đe dọa sa mạc hóa (chiếm khoảng 23% diện tích đất cả nước).
Giống như một số nước trên thế giới, Việt Nam cũng đang đứng trước thách thức hết sức lớn về nạn ô nhiễm môi trường nước, đặc biệt là tại các khu công nghiệp và đô thị. Theo ước tính của Quỹ Nhi đồng Liên Hợp Quốc (UNICEF) ở Việt Nam có khoảng 17 triệu (52%) trẻ em chưa được sử dụng nước sạch và khoảng 20 triệu (59%) chưa có nhà tiêu hợp vệ sinh. Thực trạng ô nhiễm nước mặt: Hiện nay chất lượng nước ở vùng thượng lưu các con song chính còn khá tốt. Tuy nhiên ở các vùng hạ lưu đã và đang có nhiều vùng bị ô nhiễm nặng nề. Đặc biệt mức độ ô nhiễm tại các con sông tăng cao vào mùa khô khi lượng nước đổ về các con sông giảm. Chất lượng nước suy giảm mạnh, nhiều chỉ tiêu như: BOD, COD, NH4, N, P cao hơn tiêu chuẩn cho phép nhiều lần.
Ở Việt Nam tình trạng thiếu nước sạch cũng đang được báo động rất mạnh mẽ. Chiến lược lâu dài là có thể cung cấp những nguồn nước sinh hoạt an toàn đã qua xử lý và cải thiện hệ thống vệ sinh. Chiến lược ngắn hạn là sử dụng những phương pháp xử lý nước đơn giản tại hộ gia đình như lọc nước, đun sôi nước bằng nhiệt lượng. Bên cạnh đó, chiến dịch truyền thông nâng cao nhận thức, cộng đồng có ý thức bảo vệ nguồn nước, đặc biệt là cần phải áp dụng những quy định nghiêm ngặt hơn đối với vấn đề kiểm soát ô nhiễm, buộc tất cả mọi doanh nghiệp – từ quy mô nhỏ đến lớn – phải đáp ứng được những tiêu chuẩn tối thiểu về nguồn nước thải trong sản xuất kinh doanh, tránh ô nhiễm môi trường.
Ở Việt nam có Luật bảo vệ và phát triển rừng được Quốc hội thông qua năm 1994. Để đạt mục tiêu đưa tỷ lệ che phủ rừng của Việt nam đạt 43% (tỷ lệ của năm 1943). Chínhphủ Việt nam đã ban hành Quyết định đóng cửa rừng tự nhiên, chương trình trồng mới 5triệu ha rừng. Điều này khẳng định rõ lỗ lực của Việt Nam trong việc tiếp cận phát triển bền vững. Hiện nay tài nguyên đất đang bị chuyển đổi cơ cấu rất mạnh mẽ, đất nông nghiệp đang ngày một bị chuyển qua phục vụ cho công nghiệp và xây dựng. Đất bị nhiễm phèn, bị nhiễm mặn, bị sa mạc hóa ngày càng tăng thêm. Quản lý nhà nước về đất đai là nhu cầu khách quan là công cụ bảo vệ và điều tiết các lợi ích gắn liền với đất đai, và quan trọng nhất là bảo vệ chế độ sở hữu về đất đai. Nhiệm vụ này cần được đổi mới một cách cụ thể và phù hợp để đáp ứng các yêu cầu quản lý và tương xứng với điều kiện chính trị, kinh tế, xã hội của đất nước trong từng giai đoạn.
Hệ thống tổ chức Quản lý môi trường ở Việt Nam theo quy định của luật Bảo vệ môi trường (điều 38) và nghị định 175 CP: Theo nhiệm vụ và quyền hạn của mình, Chính phủ thống nhất quản lý Nhà nước về bảo vệ môi trường trong cả nước.
- Bộ Khoa học, Công nghệ và Môi trường chịu trách nhiệm trước Chính phủ thực hiện chức năng quản lý Nhà nước về bảo vệ môi trường.
- Các Bộ, cơ quan ngang Bộ, cơ quan trực thuộc Chính phủ theo chức năng, nhiệm vụ và quyền hạn của mình phối hợp với Bộ Khoa học, Công nghệ và Môi trường thực hiện việc bảo vệ môi trường trong ngành và các cơ sở thuộc quyền quản lý trực tiếp.
- Ủy ban nhân dân tỉnh, thành phố trực thuộc Trung ương thực hiện chức năng quản lý Nhà nước về bảo vệ môi trường tại địa phương.
- Sở Khoa học, Công nghệ và Môi trường chịu trách nhiệm trước UBND tỉnh, thành phố trực thuộc Trung ương trong việc bảo vệ Môi trường ở địa phương.

Điều 39 luật Bảo vệ Môi trường cũng quy định: Hệ thống tổ chức, chức năng, nhiệm vụ, và quyền hạn của các cơ quan quản lý Nhà nước về bảo vệ môi trường do chính phủ quy định. Như vậy trong thực tế từ trước tới nay hệ thống quản lý môi trường ở Việt Nam vừa kết hợp quản lý theo ngành và quản lý theo lãnh thổ.